# Chi Lai
Chi Lai (danh pháp khoa học: Aleurites) là một chi nhỏ chứa 2 loài cây gỗ sinh sống trong khu vực nhiệt đới và cận nhiệt đới châu Á, các đảo trên Thái Bình Dương và Nam Mỹ, thuộc về họ Đại kích (Euphorbiaceae).
Các loài trong chi này đa phần là đơn tính cùng gốc, thường xanh và sống lâu năm hay bán-lâu năm. Chúng là các loài cây gỗ lớn, cao từ 15 tới 40 m (49–130 ft), với các cành trải rộng rủ xuống hay đâm lên.
Lá mọc so le, có thùy, hình trứng tới hình trứng-mũi mác với các lá kèm nhỏ. Các lá này có lông tơ cả hai mặt khi còn non nhưng sau đó trở thành không lông.
Cụm hoa bao gồm các chùm đầu cành chứa các hoa nhỏ, màu trắng kem hình chuông và có hương thơm, tạo nhánh từ đế cụm hoa. Các hoa thông thường đơn tính, với các hoa có nhụy (hoa cái) đơn độc nằm ở cuối của mỗi trục chính. Các xim hoa ở bên là hoa có nhị (hoa đực). Có 5 hay 6 cánh hoa xếp đè lên nhau. Hoa đực nói chung dài hơn nhưng mảnh dẻ hơn hoa cái, với 17-32 nhị hoa không lông xếp thành 4 vòng xoắn. Hoa cái có bầu nhụy thượng.
Quả là dạng quả hạch lớn với vỏ quả ngoài dày cùi thịt và vỏ quả trong mỏng dạng hóa gỗ. Chúng dao động về kích thước, phù hợp với số lượng các ngăn đã phát triển. Hạt của chúng chứa dầu, và có thể gây ngộ độc.
Dầu của các loài lai từng được sử dụng làm parafin, dầu bôi trơn, như là một thành phần hợp thành hay trong chế tạo véc ni, sơn và xà phòng. Khi loại bỏ hoàn toàn các chất có khả năng gây ngộ độc thì nó có thể dùng như là dầu ăn.
Một vài loài trước đây phân loại trong chi này với lá sớm rụng, sinh sống tại Trung Quốc và cận kề, hiện nay đã được tách ra và coi thuộc về chi Vernicia.
Tên gọi Aleurites có nguồn gốc từ tiếng Hy Lạp ἄλευρον có nghĩa là "bột mì", do bề ngoài mặt dưới của lá.

## Các loài
- Aleurites moluccanus (L.) Willd., 1805 (đồng nghĩa: Aleurites trilobus J.R.Forst. & G.Forst., 1776) - Loài điển hình.
- Aleurites rockinghamensis (Baill.) P.I.Forst., 1996

Loài phổ biến rộng nhất là lai hay trẩu xoan (Aleurites moluccanus), sinh sống trong khu vực nhiệt đới châu Á, các đảo trên Thái Bình Dương, từ Ấn Độ tới Trung Quốc và Polynesia, Úc và New Zealand.

### Các loài tách ra
Một số loài trước đây xếp trong chi Aleurites hiện nay được xếp trong các chi như Croton, Mallotus, Omphalea, Reutealis, Vernicia. Cụ thể như sau:
- A. cordatus - Vernicia cordata
- A. erraticus - Omphalea papuana
- A. fordii - Vernicia fordii
- A. japonicus - Vernicia cordata
- A. laccifer - Croton laccifer
- A. montanus - Vernicia montana
- A. peltatus - Mallotus peltatus
- A. saponarius - Reutealis trisperma
- A. trispermus - Reutealis trisperma
- A. vernicifluus - Vernicia cordata
- A. vernicius - Vernicia montana